# Ministère de la Sécurité communautaire et Services correctionnels
Le ministère de la Sécurité communautaire et Services correctionnels est un ministère de l'Ontario responsable pour la sécurité publique ainsi que pour le système correctionnel de la province. Le ministre est aussi responsable pour la Police provinciale de l'Ontario, qui est le service de police dans les villes avec une population de moins de 50 000. Les responsabilités principales du ministère sont les centres de détention, les centres correctionnels, les prisons, les commissions de libération conditionnelle ainsi que pour la gestion de sécurité publique en période de catastrophe. Son administration se situe au 18e étage, 25 rue Grosvenor, à Toronto. Il est responsable de l'incarcération et de la réhabilitation de criminels condamnés.
La ministre actuelle est la progressiste-conservatrice Sylvia Jones depuis le 5 novembre 2018.